# Rita Pereira
Rita Andreia Martins Pereira (Cascais, 13 marzo 1982) è un'attrice, modella e conduttrice televisiva portoghese.

## Biografia
Dopo aver studiato danza, Rita Pereira ha debuttato come attrice nella soap opera Sabre Amar, raggiungendo il successo con il ruolo di Soraia Rochinha nella seconda stagione di Morangos com Açúcar. Successivamente è stata protagonista di Doce Fugitiva, Feitiço de Amor?, Meu Amor, Destinos Cruzados e A Única Mulher.
Nel 2011 la Pereira ha condotto il talent show Canta Conmigo sulla TVI. In Dança com as Estrelas, versione portoghese di Dancing with the Stars, è stata concorrente nella prima edizione, inviata nel dietro le quinte nella seconda e infine co-conduttrice con Pedro Teixeira nella quarta e quinta. Tra il 2020 e il 2021 ha condotto Somos Portugal. È stata inoltre giurata delle quattro edizioni, mandate in onda tra il 2008 e il 2011, di Uma Canção Para Ti (basato su Ti lascio una canzone), nelle prime due edizioni di Pequenos Gigantes, in Let's Dance - Vamos Dançar, nella sesta edizione di A Tua Cara Não Me É Estranha e nell'adattamento portoghese di All Togethter Now.

## Vita privata
Dall'estate del 2014 Rita Pereira ha una relazione con Guillaume Lalung, dal quale ha avuto un figlio nel dicembre 2018.

## Filmografia

### Cinema
- Morangos com Açúcar - O Filme, regia di Hugo de Sousa (2012)
- Sei Lá, regia di Joaquim Leitão (2013)
- Portugal Não Está À Venda, regia di André Badalo (2019)

### Televisione
- Coração Malandro - serial TV (2002)
- Saber Amar – serial TV, 21 episodi (2003)
- O Teu Olhar – serial TV, 2 episodi (2003)
- Queridas Feras – serial TV, 76 episodi (2003-2004)
- Morangos com Açúcar – serial TV, 356 episodi (2003-2005)
- Uma Aventura - serial TV, 1 episodio (2004)
- Maré Alta – serial TV, 6 episodi (2004)
- Dei-Te Quase Tudo – serial TV, 195 episodi (2005-2006)
- Doce Fugitiva – serial TV, 282 episodi (2006-2007)
- Fascínios – serial TV, 7 episodi (2007)
- Casos da Vida – serial TV, 1 episodio (2008)
- Feitiço de Amor – serial TV, 344 episodi (2008-2009)
- Meu Amor – serial TV, 348 episodi (2009-2010)
- Living in Your Car – serial TV, 8 episodi (2011-2012)
- Remédio Santo – serial TV, 408 episodi (2011-2012)
- Destinos Cruzados – serial TV, 285 episodi (2013-2014)
- O Bairro – serial TV, 1 episodio (2014)
- Jardins Proibidos – serial TV, 1 episodio (2014)
- A Única Mulher – serial TV, 495 episodi (2015-2017)
- A Herdeira – serial TV, 308 episodi (2017-2018)

### Doppiaggio
- Jessie in Nome in codice: Brutto Anatroccolo (versione portoghese)
- Mavis in Hotel Transylvania 2 (versione portoghese)